# روشان كومار راو
روشان كومار راو (28 ديسمبر 1993 - ) هو لاعب كريكت هندي.

## وصلات خارجية
- روشان كومار راو على موقع إي آس بي آن كريك إنفو (الإنجليزية)